# San Adrián del Valle
San Adrián del Valle és un municipi de la província de Lleó, situat a la comarca natural del Páramo Leonés.
Es coneix l'existència d'aquest poble des de l'any 926. A San Adrián hi ha el major celler de la província de Lleó.

## Demografia
| 1991 | 1996 | 2001 | 2004 |
| ---- | ---- | ---- | ---- |
| 215  | 173  | 148  | 135  |